# Pertharite (Corneille)
Pour les articles homonymes, voir Pertharite.
Pertharite est une tragédie de Pierre Corneille (1651) inspirée de l'histoire du roi lombard Perthari dont les sources sont - selon Corneille lui-même - l'Historia Langobardorum de Paul Diacre traduite par Antoine du Verdier, ainsi que les Historiae Insubricae sive Barbaricae ab Origine Gentis Ad Othonem Magnum d'Erycius Puteanus.
Le peu de succès qu’elle remporta détermina l’écrivain à suspendre pendant plusieurs années son travail pour la scène, avant de renouer avec la tragédie avec Œdipe.

## Argument
L’action se situe au VIIe siècle de notre ère en Lombardie.
Poussé par l’affreux Garibald, l’usurpateur Grimoald s’empare du trône lombard pensant que le roi Pertharite a été tué au combat. Afin d’asseoir sa légitimité, il courtise la « veuve » de Pertharite, Rodelinde. Celle-ci restera fidèle par-delà les plus cruelles épreuves. De son côté, l’usurpateur montrera un visage plus noble et clément que les premières scènes ne le laissaient supposer.

## Réception
Si la pièce, sans doute pas l’une des meilleures de Corneille, laissa le public de glace en 1651 (il n'y eut qu'une seule représentation), elle connut plusieurs avatars, notamment à l’opéra.
Adaptée en 1710 par le poète Antonio Salvi, elle triompha quinze ans plus tard (1725) à Londres sous le titre Rodelinda, regina de Longobardi, opéra en trois actes de Haendel (livret de Nicola Haym adapté de Salvi), l’un des chefs-d’œuvre du genre « opera seria ».
La pièce est évoquée dans Les royaumes de Borée de Jean Raspail (2003) : « On vit même une troupe dépenaillée d'histrions italiens déployer ses chariots sur la place d'armes, mais la bonne société - qui préférait, pour son malheur, Pertharite, de M. Corneille, ânonné, en français, par les demoiselles de l'institution - les bouda.